# Brent Hinkley
Brent Hinkley, né le 12 avril 1962 à East Boston, est un acteur américain.

## Biographie
Brent Hinkley a notamment joué des seconds rôles dans L'Échelle de Jacob (1990), Le Silence des agneaux (1991) et Ed Wood (1994) et est apparu dans de nombreuses séries télévisées. Il se consacre essentiellement au théâtre depuis le milieu des années 2000.

## Filmographie

### Cinéma
- 1990 : Sanglante Paranoïa : Dewey
- 1990 : L'Échelle de Jacob (Jacob's Ladder) d'Adrian Lyne : Jerry
- 1991 : Le Silence des agneaux (The Silence of the Lambs) de Jonathan Demme : l'officier Murray
- 1992 : Lune de miel à Las Vegas : Vern
- 1992 : Bob Roberts : Bif, le patriote
- 1993 : Chute libre : Rick, responsable du Whammyburger
- 1993 : Carnosaur : Peregrine
- 1994 : Ed Wood : Conrad Brooks
- 1997 : Touch : Arnold
- 1999 : Universal Soldier : Le Combat absolu : Squid
- 2001 : Trop, c'est trop ! : Streak
- 2002 : Créance de sang : le chauffeur de taxi
- 2005 : Embedded : Rum Rum / Chip Webb

### Télévision
- 1990 : 21 Jump Street (série télévisée, saison 4 épisode 22) : Cecil
- 1994 : X-Files : Aux frontières du réel (série télévisée, épisode Masculin-féminin) : Frère Andrew
- 1996 : Star Trek: Voyager (série télévisée, saison 3 épisode 9) : Butch
- 1996 : Mariés, deux enfants (série télévisée, saison 11 épisode 7) : Cletus
- 1997 : Seinfeld (série télévisée, saison 9 épisode 6) : Lou Filerman
- 1998 : Code Lisa (série télévisée, saison 5 épisode 14) : Tommy Murddock
- 1999 : Papa bricole (série télévisée, saison 8 épisode 13) : Carl
- 2001 : À la Maison-Blanche (série télévisée, saison 2 épisode 16) : professeur Donald Huke
- 2001 : Urgences (série télévisée, saison 8 épisode 7) : Fred Hopper
- 2002 : Buffy contre les vampires (série télévisée, saison 6 épisode 12) : Manny, le manager du Doublemeat Palace
- 2002 : Les Experts (série télévisée, saison 3 épisode 1) : Steven Masters
- 2003 : La Caravane de l'étrange (série télévisée, saison 1 épisodes 2 et 10) : Slim / Wheel Man
- 2005 : The Closer : L.A. enquêtes prioritaires (série télévisée, saison 1 épisode 3) : Préposé à la morgue
- 2005 : Monk (série télévisée, saison 4 épisode 2) : Monk rentre à la maison : employé du dépôt